# Hattie Littles
Hattie Littles (* 14. Februar 1937 in Shelby, Mississippi, Vereinigte Staaten; † 15. Juni 2000 in Flint, Michigan) war eine US-amerikanische Soul- und Blues-Sängerin.

## Biografie
Hattie Littles begann ihre Gesangskarriere mit Blues- und Gospelmusik. Der Musikverleger Clarence Paul entdeckte Littles 1962, als sie nacheinander drei Gesangswettbewerbe im Detroiter Nachtclub Lee's Sensation Lounge gewann. Er verhalf ihr zu einem Vier-Jahres-Vertrag bei Motown, wo Paul als Songwriter und Produzent tätig war.
Als erste Single waren zwei von William "Mickey" Stevenson geschriebene Stücke vorgesehen, Back In My Arms für die A- und Is It True (What They Say About You) für die B-Seite. Die Single bekam eine Katalognummer (Gordy 7004) und ein Veröffentlichungsdatum (Juni 1962), wurde jedoch in letzter Minute gestrichen und blieb unveröffentlicht.
Stattdessen kam im September 1962 die Single Your Love Is Wonderful / Here You Come heraus. Beide Titel wurden von Berry Gordy geschrieben und produziert. Auf der B-Seite steuern Martha & the Vandellas unter dem Pseudonym „The Fayettes“ Begleitgesang bei.
1963 ging sie mit Marvin Gaye und den Spinners auf Tournee, wo sie als „Queen of the Blues“ angekündigt wurde. Während ihrer vier Jahre bei Motown nahm Hattie genügend Material für mindestens ein Dutzend Singles auf. Motown war jedoch in seinen frühen Jahren mit der Vielzahl seiner Künstler überfordert und konzentrierte sich nur auf die kommerziell erfolgreichsten, wie die Miracles, Mary Wells oder die Marvelettes. Your Love Is Wonderful blieb ihre einzige Motown-Single. Im Januar 1965 war Conscience I'm Guilty mit der Katalognummer V.I.P. 25015 als nächste Single-Veröffentlichung geplant, aber auch dies wurde nicht durchgeführt. 1965 lief ihr Vertrag bei Motown aus und wurde nicht verlängert.
Anfang der 1990er Jahre wurde Littles von Ian Levine wiederentdeckt, einem britischen DJ, Songwriter und Produzenten, der 1989 das Label Motorcity Records gegründet hatte, auf dem er frühere Motown-Größen wie Mary Wells, Edwin Starr, Kim Weston, die Contours oder die Velvelettes produzierte. Hier veröffentlichte Littles zwei Studioalben, The Right Direction (1991) und Borderline (1992), sowie eine Compilation, The Very Best of Hattie Littles (1996).
Hattie Littles starb im Juni 2000 im Alter von 63 Jahren nach einem Herzinfarkt.
Ihr bis dahin unveröffentlichter Song, Back In My Arms erschien 2015 auf dem Soundtrack des Thrillers Legend (2015, Regie: Brian Helgeland).
Seit 2013 erschienen bei Ace Records drei Compilation-CDs mit weniger bekannten oder bisher unveröffentlichten Stücken weiblicher Motown-Künstler aus den 1960er Jahren: Finders Keeper: Motown Girls 1961–1967 (2013), Love & Affection: More Motown Girls (2015) und Baby I've Got It: More Motown Girls (2018). Auf der ersten CD erschien das bis dahin unveröffentlichte Littles-Stück My Black Belt (geschrieben von Chester und Gary Pipkin) und auf der zweiten Now That Love Is Gone, geschrieben von Frank Wilson und Sherlie Matthews.

## Diskografie

### Studioalben
- 1991: The Right Direction (Motorcity Records CDMOTCLP50)
- 1992: Borderline (Motorcity Records MOTCCD79)

### Singles
- 1962: "Back In My Arms" / "Is It True (What They Say About You)" (Gordy 7004) – unveröffentlicht
- 1962: "Your Love Is Wonderful" / "Here You Come" (Gordy 7007)
- 1965: "Conscience I'm Guilty" / "You Got Me Worried" (V.I.P. 25015) – unveröffentlicht
- 1989: "Running a Fever" / "Running a Fever (Motor-Town Dub Mix)" (Nightmare Records MARE104)
- 1990: "You’re the First, the Last, My Everything" / "You’re the First, the Last, My Everything (Instrumental)" (Motorcity Records MOTC 29)
- 1991: "Waiting For the Day" / "Never Say Never" (Motorcity Records MOTC 75)

### Compilations
- 1996: The Very Best of Hattie Littles (Motorcity Records HTCD 7736-2)